# Giuliano Romano
Giuliano Romano, né le 16 novembre 1923 à Trévise et mort le 10 juin 2013 dans la même ville, est un astronome et vulgarisateur scientifique italien.

## Biographie
Diplômé en mathématiques à l'Université de Padoue en 1950, avec la thèse Sui problemi statistici ed evolutivi delle stelle doppie (Sur les problèmes statistiques et évolutionnaires des étoiles doubles), il fut l'élève d'Ettore Leonida Martin, directeur de l'Observatoire astronomique de Trieste.
Maître de conférences libre en astrophysique, il a été professeur de cosmologie et d'histoire de l'astronomie à l'Université de Padoue et a également enseigné la physique et les mathématiques au Collegio Pio X de Trévise.
En septembre 1949, très jeune, il organise à Trévise une Convention des astronomes amateurs vénètes, qui sera suivie de bien d'autres.
Grâce à ses observations célestes, commencées en 1946 par ses propres moyens depuis la terrasse de sa maison à Trévise, devenue plus tard la Specola Ariel, il devint le premier astronome amateur au monde et le premier Italien à découvrir une supernova extragalactique, SN 1957b,, identifiée le 18 mai 1957 dans la galaxie M84 (NGC 4374). Plus tard, en mai 1961, il en découvrit un autre, SN 1961h, dans la galaxie NGC 4564.
Il a également découvert environ trois cents étoiles variables, dont GR 290 dans la galaxie du Triangle (M33) et EE Cephei dans la constellation de Céphée, et a travaillé sur des quasars variables.
En 1972, il crée l'Associazione Astrofili Trevigiani, dont il est le guide scientifique pendant plus de trente ans.
De 1976 à 2006, il crée et soutient la Scuola Aperta di Astronomia du Collegio Pio X de Trévise.
Il a été président de l'Ateneo di Treviso, une importante association culturelle de la ville, et du Rotary Club de Trévise.
Il est l'auteur de plus de trois cents ouvrages scientifiques publiés dans des revues italiennes et étrangères faisant autorité et de nombreux livres, tant dans le domaine de l'astronomie que dans celui de l'archéoastronomie.
En 1985, il a organisé le premier séminaire sur la recherche archéoastronomique en Italie et, en 1989, en collaboration avec le Département d'archéologie de l'Université Ca' Foscari de Venise, un colloque international d'archéologie et d'astronomie.

## Principaux travaux

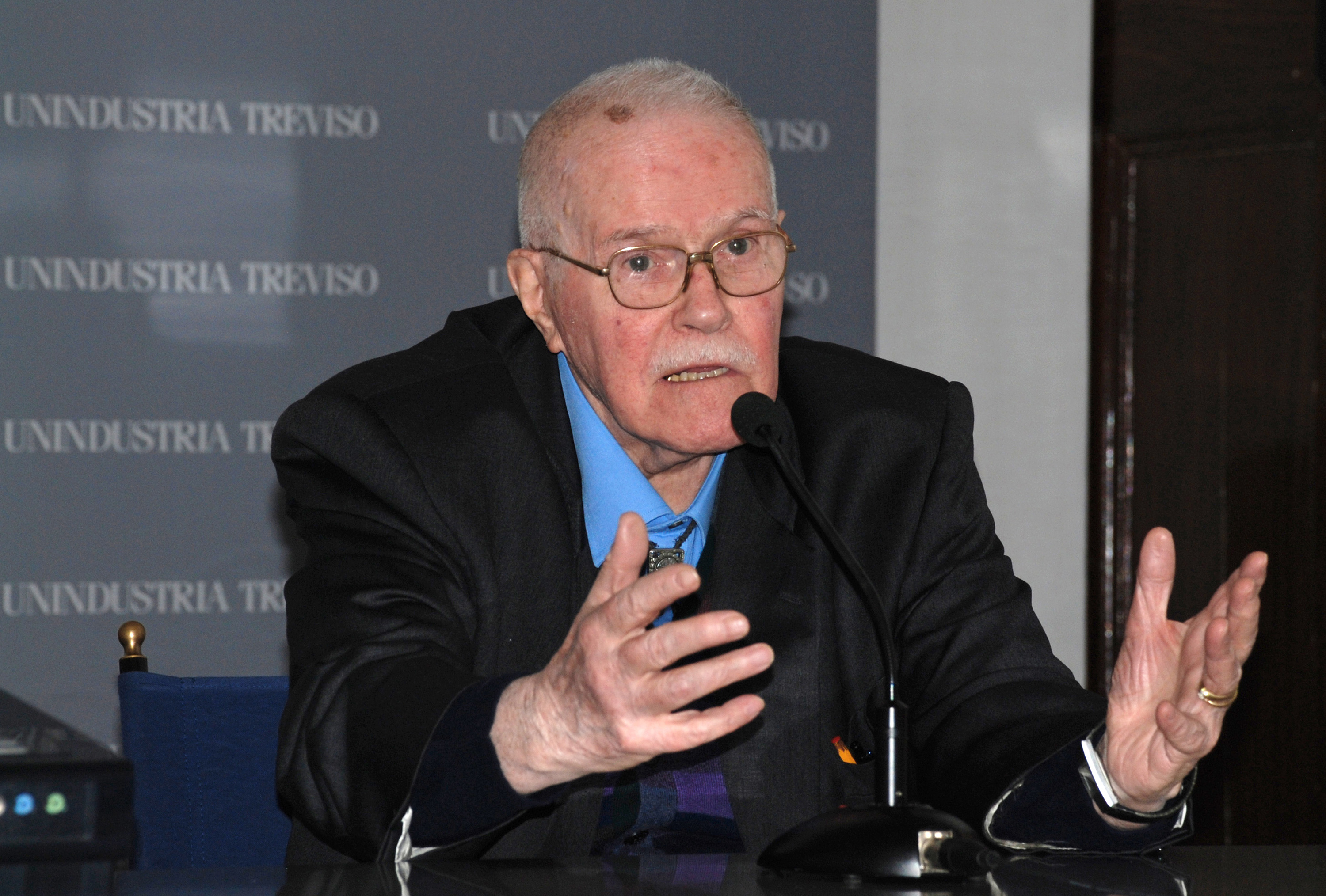
Le professeur Giuliano Romano tient une conférence à l'Université de Trévise le 18 février 2011.

- Évolution des étoiles, Canova, 1977
- Introduction à l'astronomie, Muzio, 1985
- La complexité de l'univers, Cremese, 2007
- Prolégomènes à la cosmologie, CLEUP, 1996
- Archéoastronomie italienne, CLEUP, 1992
- Orientamenti ad sidera, Essegi, 1995
- Ciel andin antique, CLEUP, 2004
- Introduction aux mathématiques précolombiennes, CLEUP, 2000
- Les Mayas et le ciel, CLEUP, 1999
- Conversations sur le ciel et ses environs, CLEUP, 2002
- Mon père est le paradis, CLEUP, 1998
- Le soleil et le temps, SIT, 1991
- L'homme et le cosmos, SIT, 1997
- Les premiers géants de l'astronomie moderne, de Cusano à Newton, Université de Trévise, 2010

## Reconnaissance
- En 1983, il a reçu du Lions Club Treviso le prix LEONE D'ORO 82-83 « Pour son travail qui honore la Marca Trevigiana et le monde de la science »
- En 1986, il a reçu le Paul Harris Fellow du Rotary Club Treviso.
- En 2004, il a reçu le Prix Lacchini, la reconnaissance la plus importante que l'Union italienne des astronomes amateurs accorde aux astronomes professionnels et amateurs de renommée mondiale qui se sont distingués dans la diffusion de l'astronomie.
- En 2005, il a reçu le Giuseppe Piazzi Targa pour la diffusion de l'astronomie.
- En 2007, il a reçu le Totila d'oro[8], la plus haute distinction de la ville de Trévise, pour les mérites élevés obtenus dans le domaine de la science et de la culture.